# Achipteria acuta
Achipteria acuta är en kvalsterart som beskrevs av Berlese 1908. Achipteria acuta ingår i släktet Achipteria och familjen Achipteriidae. Inga underarter finns listade i Catalogue of Life.